# Lipodystrophie
 (décembre 2013).
Si vous disposez d'ouvrages ou d'articles de référence ou si vous connaissez des sites web de qualité traitant du thème abordé ici, merci de compléter l'article en donnant les références utiles à sa vérifiabilité et en les liant à la section « Notes et références ».
 Mise en garde médicale
La lipodystrophie est une anomalie de la répartition du tissu adipeux. Il peut être présent en quantité insuffisante (lipoatrophie) ou au contraire en excès (lipohypertrophie) ou mal réparti. 

## Étiologie

### Lipodystrophies iatrogènes
Certaines substances peuvent favoriser, voire provoquer des anomalies de répartition du tissu graisseux, comme la prise des médicaments antirétroviraux utilisés contre le VIH ; en particulier les inhibiteurs nucléosidiques tels que stavudine et zidovudine, provoquent fréquemment des lipodystrophies. De même, les injections répétées d'insuline sur un même site provoquent des lipodystrophies insuliniques (réduction locale du tissu adipeux sous-cutané) dans les régions qui ont été le siège de ces injections répétitives.

### Lipodystrophies liées au mode de vie
La pratique d'un sport de façon trop intensive et/ou trop répétée conduit fréquemment à l'amaigrissement des zones de l'organisme où les graisses sont facilement mobilisables pour les besoins musculaires (exemple : région glutéale). Les lipides d'origine alimentaire auront alors tendance à s'accumuler dans les zones où ils sont le moins mobilisables (exemple : région abdominale), de façon à ne pas épuiser les réserves d'énergie.
L'âge, du fait du vieillissement naturel du tissu adipeux, ainsi que des régimes à répétition, conduisent à des effets similaires.

### Causes rares
Des lipodystrophies intestinales peuvent être causées par la maladie de Whipple, une maladie inflammatoire intestinale caractérisée anatomiquement par des dépôts de graisse et d'acides gras dans les macrophages, infiltrant les tissus lymphatiques intestinaux et mésentériques. Elle se traduit par une diarrhée graisseuse avec amaigrissement massif, pouvant s'accompagner de manifestations articulaires et d'adénopathies périphériques. D'évolution spontanément mortelle, elle guérit par antibiothérapie, car elle est due à une bactérie proche des actinomycètes : Tropheryma whipplei.
Il existe un groupe de syndromes lipodystrophiques caractérisés par une perte de tissu adipeux et un syndrome d'insulino-résistance. Ces pathologies sont rares et d'origine mal connue, souvent multifactorielles (facteurs génétiques, infectieux ou immunologiques). Les symptômes peuvent apparaître dès l'enfance. La lipodystrophie généralisée acquise (LGA) et la lipodystrophie congénitale de Berardinelli-Seip en sont deux exemples.

## Prévention et traitement
Le traitement est principalement celui de la cause. Exemple : varier les sites d'injection d'insuline peut limiter l'apparition des lipodystrophies.
Une étude a montré qu'une alimentation méditerranéenne permettrait d'atténuer les effets indésirables des traitements du VIH.
Actuellement[Quand ?], il n'existe pas de traitement médical. Dans le cas des lipodystrophies acquises comme celles induites par les antirétroviraux, il existe une solution chirurgicale : prélever la graisse accumulée en excès par liposuccion pour ensuite la réinjecter aux endroits où elle fait défaut (technique de lipomodelage).